# 射水市立射北中学校
射水市立射北中学校（いみずしりつ しゃほくちゅうがっこう）は、富山県射水市堀岡古明神にある市立中学校。
校訓は尚志、自修、自治となっている。

## 沿革
- 1949年
  - 4月 - 堀岡中学校と射水東部中学校が統合し、『富山県射水郡学校組合立射水北部中学校』を設立。西部（旧堀岡中）と東部（旧射水東部中）の仮校舎にて授業[2]。
- 8月19日 - 校舎起工式[3]。
- 1950年
  - 4月23日 - 校舎の竣工式[4]。
  - 5月27日 - 校舎竣工[3]。
  - 10月 - 講堂起工式[5]。
- 1951年6月2日 - 講堂落成式[5]。
- 1952年
  - 6月25日 - 富山県内初の青少年赤十字（JRC）に参加[6]。
  - 7月 - 校舎第1期工事竣工[4]。
- 1953年4月 - 『新湊市立射北中学校』に改称[7]。
- 1968年7月27日 - 25mの市営東部プールが校舎東側に設置[8]。
- 1977年12月25日 - 1,522m2の体育館と586m2の格技室が竣工[9]。
- 1979年
  - 6月1日 - 11,200m2のグラウンドの整備が完了[10]。
  - 9月15日 - 新校舎の落成式[10]。
  - 11月16日 - 旧グラウンドに新校舎が竣工[8]。
- 2005年11月1日 - 射水市発足に伴い、現校名に改称。

## 通学区域
2013年4月1日現在、通学区域は以下の通りである 。
- 新片町一丁目 - 五丁目
- 片口
- 片口久々江
- 片口高場
- 片口堀上
- 片口入江
- 片口堀岡
- 片口又新
- 片口新村
- 新堀
- 高場新町一丁目 - 四丁目
- 堀岡(108番地・109番地を除く)
- 堀岡明神新
- 堀岡新明神(201番地、202番地・205番地・206番地・208番地・209番地を除く)
- 堀岡古明神
- 堀岡堀江
- 堀江千石
- 射水町一丁目 - 二丁目
- 草岡町一丁目 - 二丁目
- 海竜町
- 有磯一丁目 - 二丁目
- 浜開新町
- 東明西町
- 東明中町
- 東明東町
- 東明七軒

- 海老江
- 海老江浜開
- 海老江練合
- 海老江七軒
- 本江
- 本江針山
- 本江針山新
- 本江針山開
- 本江後新
- 本江中新
- 本江利波
- 本江三箇
- 本江東
- 本江西
- 本江南
- 本江北
- 本江中
- 足洗新町一丁目
- かもめ台
- 七美
- 七美中野
- 七美一丁目 - 二丁目

## 進学前小学校
以下の小学校の全域から進学できる。
- 射水市立片口小学校
- 射水市立堀岡小学校
- 射水市立東明小学校

## 交通アクセス
- 射水市コミュニティバス　
  - 海王丸パーク･ライトレール接続線(土･日･祝日のみ運行)　「射北中学校前」バス停
  - 堀岡・片口経由小杉駅線　「射北中学校前」バス停
  - 小杉駅・白石経由足洗線　「射北中学校前」バス停
  - 新湊・呉羽駅線　「射北中学校前」バス停

## 周辺
- 新湊消防署東部出張所
- 新鮮市場射北店
- 北陸銀行堀岡出張所
- 北陸電力富山新港火力発電所
- 海竜スポーツランド
- 国道415号
- 富山県道232号